# Perizoma romieuxi
Perizoma romieuxi là một loài bướm đêm trong họ Geometridae.